# Albion (Île-du-Prince-Édouard)
Albion est une communauté du Canada située dans le comté de Kings, sur l'Île-du-Prince-Édouard. Elle se trouve au sud de Georgetown.